# Zilveroorlijstergaai
De zilveroorlijstergaai (Trochalopteron melanostigma; synoniem: Garrulax melanostigma) is een zangvogel uit de familie (Leiothrichidae).

## Verspreiding en leefgebied
Deze soort komt voor in Zuidoost-Azië en telt vijf ondersoorten:
- T. m. melanostigma: zuidoostelijk Myanmar en westelijk Thailand.
- T. m. ramsayi: zuidelijk Myanmar en zuidelijk Thailand.
- T. m. schistaceum: uiterst oostelijk Myanmar en noordwestelijk Thailand.
- T. m. subconnectens: noordelijk Thailand en noordwestelijk Laos.
- T. m. connectans: van centraal Yunnan (zuidelijk China) tot centraal Laos en noordelijk Vietnam.

## Status
De grootte van de populatie is niet gekwantificeerd maar de soort wordt omschreven als algemeen. Op de Rode lijst van de IUCN heeft deze soort de status niet bedreigd.